# Branchiostoma caribaeum
El anfioxo caribeño (Branchiostoma caribaeum) es una especie de cefalocordado y una de las 24 especies que conforman el género Branchiostoma.

## Descripción
Branchiostoma caribaeum se caracteriza por presentar un cuerpo alargado y lateralmente comprimido; los mioméros están poco diferenciados y los mismos son semitransparentes, con brillo metálico iridiscente, la aleta caudal es continua y se extiende desde la cabeza hasta el poro abdominal, hay presencia de un ojo rudimentario, que se localiza en posición ventral y rodeado de un par de cirros transparentes. El metapleuron es rosado. Las gónadas son de color blanco-lechoso y se localizan en la parte media lateral de ambos costados, el intestino es tubular y simple; en la aleta anal se pueden observar trazas de radios y sin proceso caudal; la pared atrial es rosada. Proceso rostral, incluido en el extremo anterior del notocordio, solo ligeramente prominente por encima de la cavidad oral.

## Distribución
Esta distribuye desde la Bahía de Chesapeake hasta las costas de Río de Janeiro en Brasil, normalmente habitando en fondos someros de arenas blancas y limpias. Se tiene registros en la literatura para las costas de Colombia, Brasil, Cuba, Estados Unidos, México Venezuela

### Ecología y hábitat
Esta especie por lo general se encuentra en la zona intermareal en el borde del agua a una distancia media desde el nivel del mar de 13 metros de profundidad. En Colombia se ha colectado en las costas caribeñas, en las zonas costeras adyacentes a los arrecifes coralinos y dentro de las lagunas costeras con fondos de sedimentos suaves tanto areno-fangosos como limo arcillosos.  Poco se conoce de  sus hábitos alimenticios, comportamiento y su bio-ecología, sin embargo para Venezuela se poseen registros de que Umbrina coroides es uno de sus principales predadores en las costas venezolanas.